# Petko Christow

Bischofswappen von Petko Jordanow Christov

Petko Jordanow Christow OFMConv (auch Petko Yordanov Hristov geschrieben, bulgarisch Петко Йорданов Христов; * 19. Oktober 1950 in Waltschewo; † 14. September 2020 in Russe) war ein bulgarischer Ordensgeistlicher und römisch-katholischer Bischof von Nicopolis.

## Leben
Petko Christow studierte zunächst Architektur und Bauwesen in Weliko Tarnowo. Danach trat in das Priesterseminar ein und empfing nach seiner theologischen Ausbildung am 15. Dezember 1985 die Priesterweihe. Fünf Jahre später wurde er in die Ordensgemeinschaft der Minoriten aufgenommen und legte 1993 die ewige Profess ab. Er war in den Pfarreien in Belene und Tranchovitsa tätig.
Papst Johannes Paul II. ernannte ihn am 18. Oktober 1994 zum Bischof von Nicopolis. Der Papst persönlich spendete ihm am 6. Januar des darauf folgenden Jahres im Petersdom die Bischofsweihe; Mitkonsekratoren waren Giovanni Battista Re, Substitut des Staatssekretariates, und Jorge María Mejía, Sekretär der Kongregation für die Bischöfe.
Bischof Petko war Präsident der bulgarischen Caritas und Mitglied der bulgarischen Bischofskonferenz, in der er den Vorsitz in den Ausschüssen der Gesellschaften für apostolisches Leben, Förderung der Einheit der Christen und des nationalen Päpstlichen Rates Cor Unum innehatte.